# Nicholas Kosimbei
Nicholas Mboroto Kosimbei (ur. 10 stycznia 1996) – kenijski lekkoatleta specjalizujący się w biegach długich.
W 2014 został brązowym medalistą mistrzostw świata juniorów w biegu na 10 000 metrów. 

## Osiągnięcia
| Rok  | Impreza                                   | Miejsce | Konkurencja           | Pozycja     | Wynik    |
| ---- | ----------------------------------------- | ------- | --------------------- | ----------- | -------- |
| 2014 | Mistrzostwa świata juniorów               | Eugene  | bieg na 10 000 metrów | 3. miejsce  | 28:38,68 |
| 2017 | Mistrzostwa świata w biegach przełajowych | Kampala | bieg seniorów         | 15. miejsce | 29:23    |

## Rekordy życiowe
- bieg na 5000 metrów – 13:17,08 (2016)
- bieg na 10 000 metrów – 27:02,59 (2016)